# سید نصیر حسینی
سید نصیر حسینی (زاده ۱۳۴۶ یاسوج) نماینده ولی فقیه در استان کهگیلویه و بویراحمد و امام جمعه شهر یاسوج می‌باشد که در ۲۴ دی ۱۳۹۸ با حکم سید علی خامنه‌ای، رهبر جمهوری اسلامی ایران به این سمت منصوب گردید. پیش از وی، سید شرف‌الدین ملک‌حسینی در این سِمت بود.

## زندگی
در سال ۱۳۴۶ در شهر یاسوج در خانواده‌ای مذهبی بدنیا آمد. مقطع ابتدایی را در  شهر یاسوج گذراند و در سال ۱۳۶۲ به یادگیری علوم دینی پرداخت و وارد حوزه علمیه ولیعصر یاسوج شد. برای ادامه تحصیل به حوزه علمیه آقاباباخان شیراز رفت و تا سال ۱۳۶۹ در کنار  تحصیل، به  تدریس علوم دینی در همان حوزه پرداخت سپس برای ادامه تحصیل به حوزه علمیه قم رفت.

## استادان
- مکارم شیرازی
- بهجت
- جوادی آملی

و غیره

## سوابق
- حضور در جنگ ایران و عراق
- نماینده طلاب در جامعه مدرسین حوزه علمیه قم
- تدریس سطوح عالی فقه و اصول در حوزه علمیه قم
- امام جمعه شهر دهدشت از سال ۱۳۸۸ تا ۹۸
- استاد حوزه علمیه و دانشگاه[۷]